# Filip I, hertig av Orléans
Filip I av Orléans, Philippe d'Orléans, född 21 september 1640 i Saint-Germain-en-Laye, död 9 juni 1701 i Saint-Cloud, var en fransk prins, yngre son till Ludvig XIII och Anna av Österrike och yngre bror till Ludvig XIV.

## Biografi
År 1661 blev Filip hertig av Orléans, och samma år gifte han sig med sin kusin, Henrietta av England, yngsta dotter till Karl I och Filips faster Henrietta Maria. 
Filip var öppet homosexuell och hade ett livslångt förhållande med Chevalier de Lorraine, och äktenskapet blev inte särskilt lyckligt. Av de åtta gånger Henrietta blev gravid överlevde endast två döttrar: Marie Louise, som gifte sig med Karl II av Spanien, och Anne, som gifte sig med Viktor Amadeus II av huset Savojen, den förste kungen av Sardinien.
Efter sin första hustrus död 1670, gifte Filip om sig med Elisabet Charlotta av Pfalz; med henne fick han sonen Filip, som efterträdde fadern som hertig av Orléans, och dottern Elisabet Charlotta. Filip fick totalt elva barn inom äktenskapet varav fyra överlevde barndomen.